# Datenflusssteuerung
Mit Datenflusssteuerung (englisch data flow control) werden unterschiedliche Verfahren bezeichnet, mit denen die Datenübertragung von Endgeräten an einem Datennetz, die nicht synchron arbeiten, so gesteuert wird, dass eine möglichst kontinuierliche Datenübermittlung ohne Verluste erfolgen kann.
Wenn ein schneller Sender mit einem langsamen Empfänger zusammenarbeitet, muss die Datenübertragung zeitweise unterbrochen werden. Der Empfänger würde sonst mit Daten überlastet werden, die er nicht verarbeiten könnte. Die Steuerung dieser Unterbrechungen ist die Aufgabe der Datenflusssteuerung.
Um den Datenfluss zu steuern, gibt es verschiedene Verfahren.
- Flusssteuerung auf Protokollebene.
- Hardwareverfahren übertragen Steuerinformationen über Leitungen, die zusätzlich zu den Datenleitungen auf den Steckverbinder geführt sind.
- Softwareverfahren fügen Steuerinformationen in den Datenstrom ein, so dass keine zusätzlichen Leitungen gebraucht werden.

Gewöhnlich arbeitet bei einer Datenübertragung nicht nur ein Verfahren zur Datenflusssteuerung, sondern mehrere gleichzeitig. Wenn beispielsweise ein PC einen Internetzugang über ein Modem hat, arbeitet an der Schnittstelle vom Modem zum PC ein Hardware-Verfahren (Handshaking über Steuerleitungen), mit dem die Übertragungsgeschwindigkeit zwischen ihnen geregelt wird. Die Protokolle der Internetprotokollfamilie auf höherer Ebene haben jedoch weitere Mechanismen zur Geschwindigkeitsadaption.
Dass meistens mehrere Verfahren gleichzeitig arbeiten, liegt daran, dass nicht nur die Datenübertragungsrate zwischen Sender und Empfänger an einem Datennetz geregelt werden muss, sondern in jedem Abschnitt auf dem gesamten Übertragungsweg im Netz. Auch das Datennetz und seine Komponenten arbeiten mit einer bestimmten Geschwindigkeit, die von der Geschwindigkeit von Sender und Empfänger abweichen kann.
Die Hardwareverfahren für die Datenflusssteuerung sind im OSI-Modell der Bitübertragungsschicht zuzuordnen. Softwareverfahren gibt es außerdem auch auf den nächsthöheren Schichten.

## Datenflusssteuerung auf Protokollebene
Diese Flusssteuerung ist eine Funktion in einem Netzwerkprotokoll. Sie ist gewöhnlich in einem Protokollstapel zwischen zwei Schichten angesiedelt (OSI-Modell), oder aber zwischen zwei gleichberechtigten Schichten (Peer-Entities) auf Empfänger- und Senderseite, wie z. B. bei einem ARQ-Protokoll.
Diese Algorithmen benutzen eine Art von Feedback: der Empfänger signalisiert dem Sender mit einer Quittung, ob dieser weiter senden soll. Bei TCP kommt dabei ein Sliding-Window-Protokoll zum Einsatz. „Window“ bedeutet hier, dass immer ein ganzes „Fenster“ mit empfangenen Daten quittiert wird, „sliding“ bedeutet, dass die Fenstergröße mittels des Steuerungsdialoges nach oben oder unten geregelt werden kann. Der Empfänger gibt immer mit an, wie viele Bytes er bereit ist zu empfangen. Somit kann eine TCP-Verbindung automatisch und dynamisch den Datenfluss regeln.
Andere Verfahren versenden immer nur ein Paket und versenden mit der Bestätigung eine Sendeberechtigung (Stop-and-Wait-Protokolle). HDLC verwendet die Blocktypen RR (Receive Ready) und RNR (Receive Not Ready) zur Flusssteuerung.

## Datenflusssteuerung von Peripheriegeräten
Als Peripherie werden hier Drucker, Modems, Terminals oder ähnliche Geräte bezeichnet.

### Hardware-Flusssteuerung, Hardware-Handshake oder Hardware-Protokoll
Eine Hardware-Flusssteuerung wird durch entsprechende Signalpegel auf zugehörigen Schnittstellenleitungen realisiert.

#### Parallele Datenübertragung (Druckertechnik)
Die oft an Druckern verwendete Centronics-Schnittstelle benutzt drei Leitungen zur Flusssteuerung:
- Strobe – zeigt dem Empfänger an, dass gültige Daten anliegen (positive Logik, wie ACK)
- ACK – Acknowledge, Bestätigung der Datenübernahme durch den Drucker
- Busy – zeigt die Bereitschaft des Druckers zur Datenübernahme an (negative Logik)

Ein Drucker ist viel langsamer als die steuernde Endeinrichtung. Durch Deaktivierung der Schnittstellenleitung Busy dürfen keine weiteren Daten gesendet werden, die Datenübertragung stoppt kurzfristig.

#### Serielle Datenübertragung

##### Allgemein
Die zur Datenübertragung notwendigen Schnittstellenleitungen sind in der ITU-T-Empfehlung V.24, der DIN 66020 oder RS232 beschrieben. Sie beziehen sich auf eine lokale Endeinrichtung (z. B. PC), die über ein lokales Übertragungsgerät (z. B. Modem) mit einem entfernten Übertragungsgerät (z. B. Modem beim Provider) und der entfernten Endeinrichtung (z. B. Internet-Server) kommuniziert. Die Leitungen werden je nach Norm unterschiedlich bezeichnet. Hier werden die umgangssprachlichen Bezeichnungen genutzt.
Der normale Ablauf einer Datenübertragung ohne Flusssteuerung verläuft folgenderweise:
- Die lokale Endeinrichtung aktiviert die Schnittstelle DTR (Data terminal ready = Datenendgerät bereit) in Richtung seines Modems und wartet auf dessen Rückmeldung durch DSR (Data set ready = Datenübertragungsgerät bereit). Damit besteht lokale Betriebsbereitschaft ohne Aktivierung des Senders, der Empfänger wartet.
- Wenn die Endeinrichtung senden möchte, setzt es die Schnittstelle RTS (Request to send = Aufforderung zum Senden) und wartet auf die Sendebereitschaft CTS (Clear to send = Erlaubnis zum Senden erteilt) des lokalen Modems. Durch Einschalten des Senders erkennt das entfernte Modem Empfangssignalpegel und meldet es seiner Endeinrichtung durch CD (Data channel received line signal detector = Erkennung des Datenkanal-Empfangsleitungssignals, umgangssprachlich Carrier detected = Träger erkannt).

Diese logischen Abläufe sind in einem Nullmodem-Kabel fest verdrahtet. Ein Nullmodem verbindet zwei Endeinrichtungen mit gleicher Übertragungsgeschwindigkeit.
Es gibt eine weitere definierte Schnittstelle: RFR (Ready for receiving = Bereit zum Empfang). Durch Platzprobleme auf dem 25-poligen Stecker wurde eine Doppelbelegung mit RTS (Request to send = Aufforderung zum Senden) auf Pin 4 (9-polig: Pin 7) notwendig: Entweder kann man den Sender steuern, oder der Sender arbeitet mit konstantem Trägersignal, und der Empfänger wird gesteuert. Modems in der Betriebsart Halbduplex können deshalb mit RFR nicht gesteuert werden, da dort der Sender gesteuert werden muss.
Da beide Schnittstellen aus Richtung der Endeinrichtung arbeiten, werden sie oft gleichgesetzt. Die ITU-T warnt in der Empfehlung V.43 aber ausdrücklich davor.

##### Normen mit Beschreibung einer seriellen Datenflusssteuerung
Folgende Dokumente unterscheiden korrekt zwischen RTS und RFR:
- Die ITU-T-Empfehlung V.43 Data flow control (02/98) beschreibt verschiedene Möglichkeiten einer Datenflusssteuerung. Diese Empfehlung entspricht dem ISO/IEC-Report 15294.
- DIN 12900-1 Labordatenkommunikation Punkt-zu-Punkt-Verbindung mit RS232 (August 1998).

##### Datenflusssteuerung durch RFR/CTS (oft fälschlich als RTS/CTS bezeichnet)
- Wenn das Übertragungsgerät keine Daten von dem Endeinrichtungsgerät mehr empfangen kann, schaltet es die Leitung CTS (Clear To Send = Sendebereitschaft) aus. Erst wenn es wieder Daten aufnehmen kann, wird CTS eingeschaltet.
- Es kann sein, dass die Endeinrichtung erst verzögert auf das Ausschalten von CTS reagiert, und weitere Bytes sendet, bevor es die Übertragung unterbricht. Daher sollte das Übertragungsgerät CTS bereits ausschalten, bevor sein Puffer ganz gefüllt ist. V.43 empfiehlt mindestens 2000 Bytes[3].
- Auch wenn CTS ausgeschaltet ist und von der Endeinrichtung keine weiteren Daten kommen, fährt das Übertragungsgerät mit der Übertragung der Daten über TxD (Transmitted Data = Übertragene Daten) an das entfernte Gerät fort, solange sein Puffer noch Daten enthält.
- In umgekehrter Richtung schaltet die Endeinrichtung RFR (Ready For Receiving = Empfangsbereitschaft) aus, wenn sie zum Datenempfang momentan nicht bereit ist.
- Auch hier kann es sein, dass das Übertragungsgerät erst verzögert reagiert. Anders als bei der umgekehrten Richtung empfiehlt V.43 in diesem Fall aber nur einen kleinen Puffer, da von einer schnellen Reaktion des Übertragungsgeräts ausgegangen werden kann[4].
- Das Übertragungsgerät gibt die Empfangsdaten des entfernten Gerätes auf RxD (Received Data = Empfangsdaten) erst dann an die Endeinrichtung weiter, wenn RFR wieder aktiv ist.

Hinweis: Obwohl seit 1995 wichtige Normen bei einer Datenflusssteuerung die Leitung RTS im Zusammenhang mit neueren Duplex-Modems gegen RFR austauschen, wird in Handbüchern von einfachen Modems immer noch RTS/CTS beschrieben. Für die Benutzer dieser Modems ändert sich nichts, da die richtige Funktion vorhanden ist.

##### Datenflusssteuerung durch DTR/DSR
Dieser Ablauf ist identisch mit dem vorherigen, es werden nur andere Schnittstellenleitungen benutzt.
Besonders bei Modems kann dieser Mechanismus verwendet werden. Er ist zwar nicht genormt, aber gebräuchlich.

##### Datenflusssteuerung durch andere Schnittstellenleitungen
Eher selten genutzte Möglichkeiten sind die zeitweise Halbierung der Übertragungsgeschwindigkeit durch die Schnittstelle 111 bzw. 112 oder das Abschalten der Taktung.

### Software-Flusssteuerung, Software-Handshake, Software-Protokoll oder X-ON/X-OFF
Eine Software-Flusssteuerung wird durch in die Datenübertragung eingefügte Zeichen gesteuert.
Der Hauptvorteil liegt darin, keine gesonderte (zusätzliche) Schnittstellenleitung zu erfordern.
Im ASCII-Zeichensatz (ITU-T-Empfehlung T.50) sind die ersten 32 Zeichen für Steuerungsaufgaben reserviert. Vier davon, DC1 bis DC4 (Device Control), sind Gerätesteuerzeichen.
Die Software-Flusssteuerung sollte davon die folgenden Zeichen benutzen:
- DC1 (oft als X-ON bezeichnet, engl. für Transmission ON, Zeichencodierung 11hex bzw. 17dez, PC-Tastatur: Strg-Q) und
- DC3 (oft als X-OFF bezeichnet, engl. für Transmission OFF, Zeichencodierung 13hex bzw. 19dez,PC-Tastatur: Strg-S).

Diese Zeichen sind sowohl in Richtung Endeinrichtung zum Übertragungsgerät als auch umgedreht nutzbar.
In der Datenübertragung mit Modems gibt es oft die Möglichkeit, diese Zeichen durch Konfiguration umzustellen.
Da das Einfügen und Auswerten dieser Zeichen frühzeitig an Puffern vorbei erfolgen muss, handelt es sich dabei um Out-Of-Band-Daten.

#### Anwendung
Ist der Sendespeicher des lokalen Modems fast gefüllt, wird das X-OFF-Steuerzeichen in die Empfangsdaten zur eigenen Endeinrichtung eingefügt. Sobald dieser Speicher zur Gegenstelle gesendet wurde und damit wieder leer ist, wird das X-ON-Steuerzeichen eingefügt und damit die Blockierung der Endeinrichtung aufgehoben. Die Übertragungsleitung ist hierdurch vor Datenverlusten gesichert.

#### Probleme
Beim bidirektionalen Versand von Binärdaten dürfen die beiden Steuerzeichen nicht in den Daten auftauchen, da sonst die Datenübertragung unterbrochen wird. Die Zeichen müssen maskiert werden, z. B. dadurch, dass die ganze Datenübertragung so umkodiert wird, dass die Daten als ASCII-Werte der hexadezimalen Zahlen gesendet werden. Ein vor Jahren oft genutztes Format war der Hex-Record von Intel. Dadurch wurde das zu übertragene Datenvolumen aber verdoppelt. Obwohl durch die Umkodierung innerhalb der zu übertragenen Dateien die X-ON/X-OFF-Steuerzeichen nicht mehr vorkommen, war eine Übertragung oft nicht möglich. Das effizientere Protokoll X-Modem beinhaltet zum Beispiel einen fortlaufenden Blockzähler von 00hex bis FFhex, so dass unabhängig von den zu übertragenen Daten jedes Datenbyte auftritt. Während X-Modem läuft, muss diese Software-Flusssteuerung vorübergehend deaktiviert werden, und der Empfänger muss genügend Pufferspeicher für einen Block bereitstellen: Das XON/XOFF-Protokoll wird durch ein ACK/NAK-Protokoll ersetzt.
Die Software-Flusssteuerung sollte nur genutzt werden, wenn es keine Alternative gibt.
Beim unidirektionalen Transfer von Binärdaten kann das XON/XOFF-Protokoll problemlos verwendet werden, da es nur im jeweiligen Rückkanal vorkommt. Der Binärdaten-Empfänger darf dann XON/XOFF nicht aus dem Empfangsdatenstrom herausfiltern.